# 3. мај
3. мај (03.05) је 123. дан у години по грегоријанском календару (124. у преступној години). До краја године има још 242 дана.

## Догађаји
- 1494 — Шпански морепловац Кристифор Колумбо открио острво касније названо Јамајка.
- 1500 — Португалски морепловац Педро Алвареш Кабрал на путу ка Индији открио Бразил и прогласио га поседом Португалије.
- 1791 — Пољски краљ Станислав II Аугуст Поњатовски потписао либералан Устав којим је успостављена парламентарна монархија. То је био други писани Устав у свету, после Устава САД.
- 1814 — Француски краљ Луј XVIII вратио се, под заштитом савезника, у Париз после безусловне предаје и абдикације цара Наполеона I
- 1841 — Нови Зеланд проглашен за британску колонију.
- 1895 — Територије у поседу Британске јужноафричке компаније, јужно од реке Замбези добиле назив Родезија.
- 1921 — Основана провинција Северна Ирска.
- 1922 — У Паризу основана Међународна железничка унија, међу оснивачима и представници "Југословенске железнице".
- 1936 — У Јагодини у организацији Народног фронта слободе одржане најмасовније антифашистичке демонстрације у Поморављу између два светска рата.
- 1939 — Смењен совјетски министар иностраних послова Максим Литвинов, нов министар постао Вјачеслав Молотов, који је крајем августа потписао пакт о ненападању с нацистичком Немачком.
- 1945 — Британци у Другом светском рату заузели Рангун, главни град тадашње Бурме, данас Мјанмара, ослободивши га од јапанске окупације.
- 1946 — У Токију заседање почео Међународни војни суд за Далеки исток, који је судио јапанским ратним злочинцима из Другог светског рата. У процесу који је трајао до новембра 1948, од 28 окривљених седам осуђено на смрт, 16 на доживотну робију, а пет на временске казне.
- 1968 — Жестоким сукобима с полицијом у Паризу почеле студентске демонстрације и штрајкови због оклевања власти да спроведе реформе универзитета. Студентски протести убрзо захватили и друге европске земље, а протест прерастао у револт против грађанског друштва.
- 1971 — Валтер Улбрихт се повукао са места генералног секретара Комунистичке партије Источне Немачке. Заменио га Ерих Хонекер.
- 1991 — У родно село Лелић код Ваљева из САД пренете мошти епископа Српске православне цркве Николаја Велимировића.
- 1992 — Муслиманске снаге у Сарајеву напале колону возила ЈНА која се повлачила према касарни у Лукавици. Убијено и повређено више официра, војника и цивила.
- 1996 — Делегати 55 земаља сагласили се, на конференцији Уједињених нација у Женеви, о новим правилима коришћења нагазних мина, али нису прихватили њихову потпуну забрану.
- 1999 — Током ваздушних удара НАТО на Југославију погођен путнички аутобус код Пећи на Косову. Погинуло 20 људи, 43 повређено. У Новом Саду погођена зграда ТВ Нови Сад. У седишту НАТО у Бриселу саопштено да је за 42 дана ваздушних напада на СРЈ изведено 14.000 летова.
- 2003 — Конгрес САД, већином гласова, изгласао буџет са скоро 80 милијарди долара намењених рату у Ираку, а део савезницима и борби против тероризма.
- 2023 — У ОШ „Владислав Рибникар” у Београду се десио масакр када је ученик седмог разреда убио осам особа. Проглашена је тродневна жалост.

## Рођења
- 1469 — Николо Макијавели, италијански политички филозоф, војни теоретичар, дипломата и писац. (прем. 1527)[1]
- 1678 — Амаро Парго, шпански корсар. (прем. 1747)
- 1889 — Бјула Бонди, америчка глумица. (прем. 1981)[2]
- 1893 — Константин Гамсахурдија, грузински писац и јавна личност (ум. 1975)[3]
- 1898 — Голда Меир, израелска политичарка, 4. премијер Израела. (прем. 1978)[4]
- 1899 — Алин Макман, америчка глумица. (прем. 1991)[5]
- 1902 — Алфред Кастлер, француски физичар, добитник Нобелове награде за физику (1966). (прем. 1984)[6]
- 1903 — Бинг Крозби, амерички певач, комичар и глумац. (прем. 1977)[7]
- 1906 — Мери Астор, америчка глумица. (прем. 1987)[8]
- 1917 — Киро Глигоров, учесник Народноослободилачке борбе, друштвено-политички радник СФРЈ и СР Македоније, 1. председник самосталне Републике Македоније. (прем. 2012)
- 1919 — Пит Сигер, амерички музичар и активиста. (прем. 2014)[9]
- 1921 — Шугар Реј Робинсон, амерички боксер. (прем. 1989)[10]
- 1925 — Оливера Марковић, српска глумица. (прем. 2011)[11]
- 1933 — Џејмс Браун, амерички музичар, плесач и музички продуцент. (прем. 2006)[12]
- 1936 — Младен Недељковић Млађа, српски глумац. (прем. 2005)[13]
- 1942 — Вера Чаславска, чехословачка гимнастичарка. (прем. 2016)[14]
- 1949 — Леополдо Луке, аргентински фудбалер. (прем. 2021)[15]
- 1951 — Кристофер Крос, амерички музичар.[16]
- 1960 — Ејми Стил, америчка глумица.[17]
- 1961 — Милорад Мандић, српски глумац и ТВ водитељ. (прем. 2016)[18]
- 1963 — Џеф Хорнасек, амерички кошаркаш и кошаркашки тренер.[19]
- 1970 — Боби Канавале, амерички глумац.[20]
- 1975 — Кристина Хендрикс, америчка глумица и модел.[21]
- 1982 — Ребека Хол, енглеска глумица.[22]
- 1985 — Езекијел Лавези, аргентински фудбалер.[23]
- 1986 — Пом Клементиф, канадско-француска глумица и модел.[24]
- 1989 — Села Су, белгијска музичарка.
- 1996 — Домантас Сабонис, литвански кошаркаш.[25]
- 1997 — Ивана Јоровић, српска тенисерка.[26]
- 2005 — Максвел Џенкинс, амерички глумац.

## Смрти
- 1270 — Бела IV, један од највећих владара средњовековне Угарске. (рођ. 1206)[27]
- 1481 — Мехмед II Освајач, османски султан. (рођ. 1432)[28]
- 1856 — Адолф Адам, француски композитор. (рођ. 1803)[29]
- 1898 — Светислав Вуловић, српски књижевни критичар. (рођ. 1847)[30]
- 1916 — Падрејг Пирс, вођа Ускршњег устанка. (рођ. 1879)
- 1998 — Гојко Шушак, хрватски политичар. (рођ. 1945)
- 2012 — Ненад Шарић Брада, хрватски музичар. (рођ. 1947)
- 2015 — Зоран Лаловић, српски рок музичар, продуцент и певач хеви метал групе Краљевски апартман. (рођ. 1950)
- 2016 — Јадранка Стојаковић, југословенска кантауторка. (рођ. 1950)

## Празници и дани сећања
- Међународни празници
  - Светски дан слободе штампе
- Српска православна црква слави:
  - Светог Николаја Жичког и Охридског
  - Преподобног Јоасафа Српског Метеорита
  - Преподобног Теодора Трихина
  - Преподобног Анастасија Синајског
  - Блаженог Анастасија Синаита
  - Блаженог Григорија - патријарха Антиохијског
  - Светог апостола Захеја
  - Преподобног Атанасија Метеорита
- Дан Сунца